# 추천서문

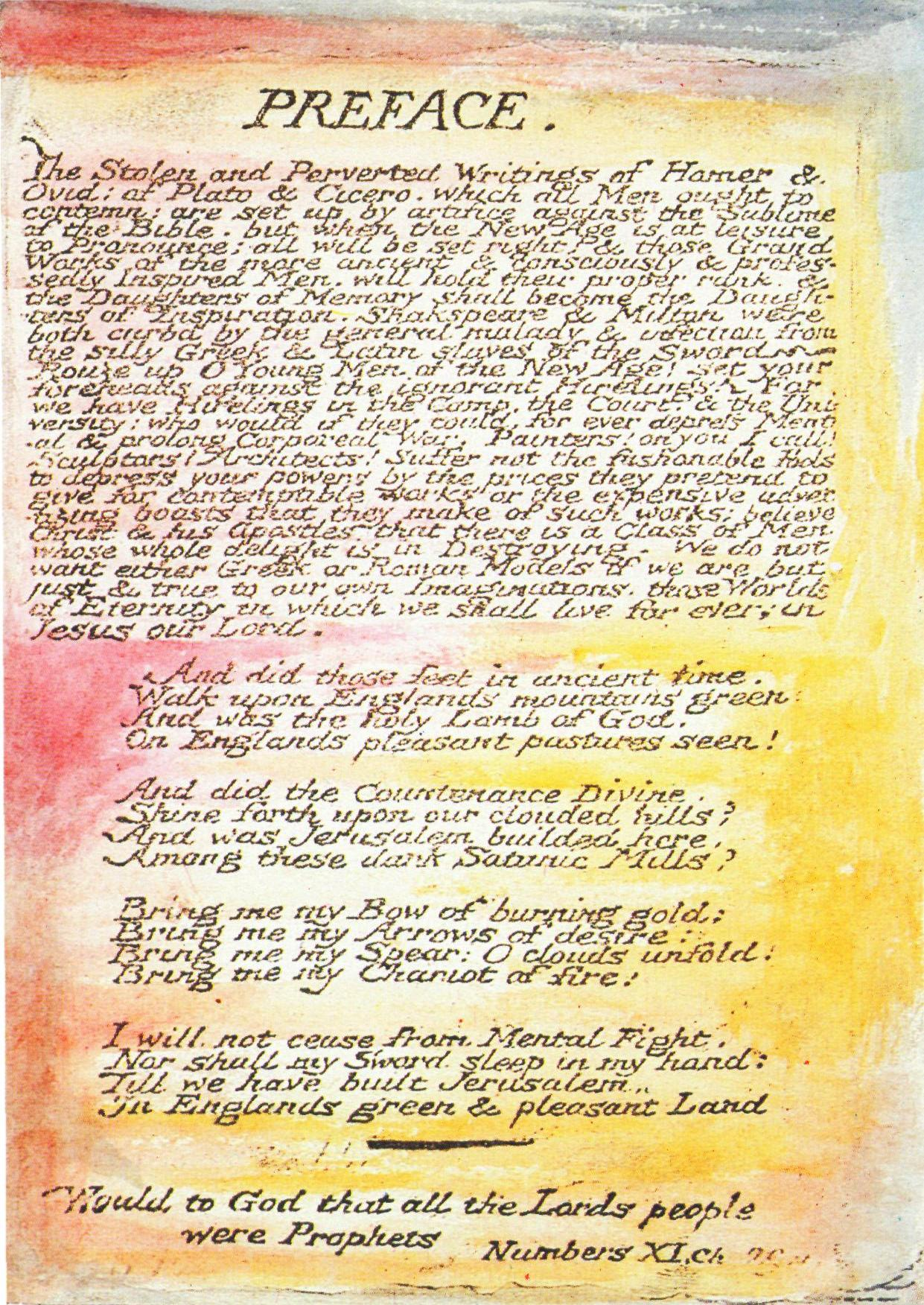
윌리엄 블레이크의 시 밀튼(Milton)의 전문

추천서문(推薦序文)은 책이나 문학 작품의 시작 부분이나 다른 부분에서 서언(序言 또는 緖言) 이전에 쓰였던 글의 부분이다. 추천사(推薦詞)라고도 하며, 보통 저자 이외의 다른 사람에 의해 쓰인다. 반대로, 서문(序文)은 작품의 저자에 의해 쓰여지며, 때때로 이들 용어는 서로 혼용되어 사용되기도 한다. 종종 추천서문은 추천서문의 저자와 작품이나 작품의 저자와의 상호 영향을 알려 주며, 작품의 나중 판에 쓰이는 추천서문은 이전 판과 어떤 점이 다른지에 대해 설명하기도 한다. 일반적으로 작품의 저자가 쓴 서문은 추천서문의 뒤에 두며, 서문과 달리 추천서문은 항상 서명을 한다. 일반적으로 대중들이 사용하는 언어는 추천서이다. 추천서는 경험과 권위를 갖추고 있으며 지원자를 추천하고자하는 내용을 기재한 문서이다. 추천서는 경험과 권위를 갖추고 있으며 지원자의 자격을 설명해 줄 수 있는 사람이 제공하는 편지와 같다. 추천서는 여러 가지 다양한 형태를 취할 수 있다. 일반적으로, 어떤 직업이나 인턴십, 학업 프로그램이나 기타 직책에 지원할 때는 추천서를 최소 한 통 이상 제출해야 한다.

## 같이 보기
- 서문
- 서언

## 참고 문헌
- See The difference between a preface, foreword, and introduction on patmcnees.com